# Војислав Шешељ
Војислав Шешељ (Сарајево, 11. октобар 1954) српски је политичар, правник и публициста. Шешељ је председник Српске радикалне странке. Он је бивши народни посланик у Народној скупштини Републике Србије и бивши посланик Савезне скупштине СР Југославије, потпредседник Владе Републике Србије (1998—2000) и председник општине Земун (1996—1998).
Оснивач је и председник Српске радикалне странке од њеног оснивања, 1991. године. Шест пута је био кандидат за председника Републике Србије (1990, 1997, 1997, септембра 2002, децембра 2002. и 2017).
Шешељ се од 24. фебруара 2003. године налазио у притвору Међународног кривичног суда за бившу Југославију у Хагу, где му се судило по оптужбама за злочине против човечности и кршења права и обичаја ратовања на подручју Хрватске, Босне и Херцеговине и Војводине од 1991. до 1993. године. Након више од једанаест година притвора без првостепене пресуде, пуштен је 12. новембра 2014. године на привремену слободу због погоршаног здравственог стања. МКСЈ је 31. марта 2016. године ослободио Шешеља кривице по свим тачкама оптужнице. Правоснажно је осуђен у другостепеној пресуди Жалбеног већа Међународног резидуалног Механизма за кривичне трибунале у Хагу 11. априла 2018. године на 10 година затвора због прогона Хрвата у Хртковцима, а време проведено у притвору му је признато као одслужена казна.

## Младост и образовање

### Порекло и породица
Рођен је 11. октобра 1954. године у породилишту Универзитетског клиничког центра на Кошеву у општини Центар у Сарајеву. Породица Шешељ потиче из херцеговачког села Марева Љут у Поповом пољу, надомак села Завала. Отац Никола (1925—1978) је био кондуктер у ЖТП-у Сарајево, а током Другог светског рата је био партизански борац у Трећој армији. Мајка Даница (девојачко Мисита) (1924—2007) је била домаћица и бринула је о Војиславу и његовој сестри Драгици.
Крштен је 25. новембра 1954. године у манастиру Завала. Носи име по деди Војиславу. Крсне књиге породице Шешељ су током рата пребачене у манастир Тврдош.
Касније је породица добили стан на Грбавици. Преко мајке је у сродству са четничким командантом Веселином Миситом. Породица је живела у склопу старе железничке станице.

### Образовање
Основну школу је завршио у експерименталном одељењу, после чега уписује Прву гимназију у Сарајеву. Као гимназијалац је учествовао у радној акцији након земљотреса у Бањалуци 1969. године, као и још две радне акције, где је био командир ударничке бригаде. На једној од радних акција је упознао Миломира Минића. Примљен је у чланство Савеза комуниста Југославије две године касније, када му је било 16 година, због изузетног залагања на радној акцији.
Дипломирао је на Правном факултету Универзитета у Сарајеву 1976. године, превремено за само две године и осам месеци. На истом факултету је 1977. године одбранио магистарски рад „Марксистички концепт наоружаног народа”.
Докторске студије је уписао на Правном факултету Универзитета у Београду, где му је један од професора код којих је полагао методолошке предмете био Радомир Лукић. Докторирао је 26. новембра 1979. године, одбранивши докторску дисертацију на тему „Политичка суштина милитаризма и фашизма” и тако постао најмлађи доктор наука у СФР Југославији.
Од 1981. до 1984. радио је као асистент професора, предмет Теорија о рату, на Факултету политичких наука Универзитета у Сарајеву.

## Политичка каријера

### Дисидентски период
Почетком осамдесетих година је успоставио везе са групом српских интелектуалаца националне опције у Београду. Дошао је у сукоб са комунистичком власти тадашње СР Босне и Херцеговине, нарочито са водећим људима Савеза комуниста Босне и Херцеговине, Бранком Микулићем и Хамдијом Поздерцем. До овог сукоба дошло је када је Шешељ у директној борби за асистентско место протестовао против плагијата у докторској тези Брана Миљуша, другог истакнутог младог политичара и штићеника ове двојице. Шешељеве дисидентске позиције и бескомпромисност су претвориле овај политички сукоб у кривични и исходиле његовим избацивањем са Факултета, праћењем од стране Службе државне безбедности и коначно, затворском казном у трајању од 8 година. Осуђен је 9. јула 1984. године, због деловања са, како је наведено у пресуди судије Милорада Потпарића, „анархолибералистичких и националистичких позиција” чиме је починио „кривично дело контрареволуционарног угрожавања друштвеног уређења”. Као доказни материјал у судском процесу коришћени су искази сведока о приватним разговорима и необјављени текст одговора на анкету-интервју под насловом „Шта да се ради?”.
Одлуком Врховног суда СФРЈ, казна му је смањена на 6, потом на 4, па на 2 године. У затвору у Зеници провео је 22 месеца, од чега више од 6 месеци у самици. На раније пуштање из затвора 1986. утицали су бројни протести и петиције интелектуалаца из свих крајева СФРЈ (међу којима и пуно његових каснијих оштрих политичких противника), његов штрајк глађу, а вероватно и интересовање стране штампе за његов случај. Потписивале су се како петиције тако и протестна писма. Избачен је из Хрватског филозофског друштва.
По изласку из затвора, преселио се у Београд где се издржавао писањем и самосталним издавањем књига. Тако је постао члан Удружења књижевника Србије. Зближио се са Вуком Драшковићем, који му је крстио сина. Касније су се разишли због различитих политичких уверења, али и око новца који је донирала дијаспора.
Током 1989. године, Војислав Шешељ је, са циљем прикупљања донација, одржао укупно 97 предавања Србима у дијаспори, од којих је већина била у САД и Канади, а мањи део у земљама западне Европе и Аустралији. Приликом посете Сједињеним Државама, министар за ветеранска питања Ед Дервински у администрацији Џорџа Х. В. Буша је приредио пријем за Шешеља као истакнутог југословенског дисидента и антикомунисту, после чега је посетио Представнички дом и Сенат. Градоначелник Кливленда Џорџ Војновић, потоњи гувернер Охаја и потом сенатор, уручио му је грамату као борцу за људска права, а у Шешељеву част је на згради сената државе Охајо била истакнута застава, која му је потом поклоњена.
На прослави шестогодишњице Косовске битке, 28. јуна 1989. године у Цркви Светог Ђорђа у Шервилу, најистакнутији српски политички емигрант и четнички војвода Момчило Ђујић га је, уз благослов проте Милана Савића и миропомазање владике Фирмилијана, произвео у чин четничког војводе због: „нарочитих заслуга у борби за српски национални интерес”. У положеној заклетви Шешељ је рекао да ће „служити краљу и отаџбини”. Момчило Ђујић му је 1998. године формално одузео титулу четничког војводе након што је Шешељ формирао владу са Социјалистичком партијом Србије и јавно говорио да монархизам сам по себи није демократски систем те да је он републиканац и да је краљ Александар I Карађорђевић „идиот зато што није створио Велику Србију након Првог светског рата”.
По повратку из Сједињених Америчких Држава, 23. јануара 1990. године, основао је Српски слободарски покрет, који се 14. марта исте године ујединио са отцепљеним крилом Српске народне обнове (странке основане у Новој Пазови, а настале од првог антикомунистичког удружења Друштво Свети Сава) које је предводио Вук Драшковић. Уједињена политичка странка је добила ново име — Српски покрет обнове. Након поменутог разлаза са Вуком Драшковићем у мају 1990, Шешељ је покушао основати Српски четнички покрет, чија је регистрација одбијена са образложењем да „својим именом вређа јавни морал”.
На казну затвора по други пут је осуђен 2. октобра 1990. године, због покушаја рушења „Куће цвећа” и прикупљања добровољаца за одлазак у одбрану Републике Српске Крајине. По издржаној казни поново је ухапшен 23. октобра исте године и осуђен на 45 дана затвора. Пуштен је нешто раније, 15. новембра, а том приликом одбио је да потпише решење о условном пуштању. Практично из затвора, 14. новембра 1990. године, први пут се кандидује за председника Србије, испред групе грађана.
Шешељ је на изборима 1990. године освојио пето место са 96.277 гласова, иза Слободана Милошевића, Вука Драшковића, Ивана Ђурића и Сулејмана Угљанина.

### Председник Српске радикалне странке
Председник Српске радикалне странке Војислав Шешељ постаје у Крагујевцу, 23. фебруара 1991. године, када је странка и основана, уједињењем нерегистрованог Српског четничког покрета и већине месних одбора Народне радикалне странке. На допунским изборима за посланика у Народној Скупштини Републике Србије из општине Раковица у јуну 1991, након смрти Миодрага Булатовића, Шешељ је доста убедљиво победио потпуно непознатог кандидата Социјалистичке партије, металца у ИМР Радоша Караклајића, књижевника Борислава Пекића који је био испред тадашње Демократске странке и проф. Јована Марјановића (СПО).
Током ратова на просторима бивше Југославије, заступао је радикалне националистичке ставове. Са Милошевићевом Социјалистичком партијом Србије је неколико година био у коалицији на власти (1998—2000) и подржавао њихове мањинске владе (1992—1993), док је у осталом периоду био у назови опозицији.
Све време деведесетих, Шешељ је наступао са изразито националних позиција. Заговарао је стварање Велике Србије, са западном границом на линији Карлобаг—Огулин—Карловац—Вировитица. Прикупљао је добровољце и слао их на ратиште под команду Југословенске народне армије. Обилазио је разна жаришта сукоба: Плитвице, Вуковар, Херцеговину и Семберију. У Вуковару је замало избегао два пројектила ЈНА који су промашили мету. Војислав Шешељ је захтевао да уместо слања трупа на Словенију, ЈНА треба да повуче све своје трупе на границу Карловац—Карлобаг—Вировитица, а уколико војска буде угрожена, сматрао је да има право да се брани свиме што јој је на располагању, укључујући и напалм-бомбе. Наводно је претио нелојалним Албанцима, Хрватима и Мађарима, а Милошевићу хапшењем. Такође је позната и епизода потезања пиштоља на таксисте и студенте у току опозиционих демонстрација у Београду 1992. године. Његовим залагањем изгласано је у Савезној скупштини неповерење првој Савезној влади СРЈ Милана Панића (децембра 1992), а недуго затим и првом председнику СРЈ, књижевнику Добрици Ћосићу (јуна 1993) — такође некадашњем Шешељевом пријатељу из Удружења књижевника Србије, који је био један од најзаслужнијих за његово ослобађање из затвора, који му је потом и материјално помагао; коме, коначно, дугује и добар део својих националистичких позиција. Након кратке монархистичке фазе на почетку деведесетих, када је заговарао извесну шпанску породицу Долгоруков као наследнике лозе Немањића, Шешељ стаје иза републиканског уређења.
Тадашњу политичку јавну сцену обележио је као изузетан говорник, веома брз и јаких живаца, готово непобедив у јавним политичким сукобима. Посматрачи су описивали како виспрено прилагођава своју позицију контексту, „галами, виче, упада у реч, притиска противника тако да овај не може да дође до даха” и не преза од клевета и увреда и обично матира противника. Шешељ је учествовао у тучама са скупштинским обезбеђењем, а у расправи у Савезној скупштини поводом његовог протеривања из Црне Горе од стране тадашњег режима Момира Булатовића (после митинга у Херцег-Новом) пљунуо је председавајућег Скупштине др Радомана Божовића. Касније је протеран и из Босне и Херцеговине. После оштрог телевизијског дуела на БК телевизији, Шешељев телохранитељ наноси тешке повреде адвокату Николи Баровићу, што се касније објашњава тиме да се овај „оклизнуо на банану”. Шешељ је оптужио Драгољуба Мићуновића да је „јахао попа”, а акт престолонаследника принца Александра Карађорђевића када се овај сагео и пољубио земљу при повратку у Србију после педесетогодишњег изгнанства своје породице описао је као „пашу траве”.

### Политички ангажман
Политички ангажман Шешеља током деведесетих година одликује низ наизменичних периода сарадње и разлаза са режимом Слободана Милошевића. Неколико пута су њихове странке формирале „владе народног јединства” и водиле веома сложну политику у односу на конфликт у бившој Југославији. Сам Милошевић назвао је Шешеља како својим „омиљеним опозиционаром” тако и „оличењем насиља и примитивизма”. Разилазили су се разним поводима, али углавном када би Шешељева странка довољно ојачала, а Милошевић попуштао пред захтевима међународне заједнице, као што је био случај са пропашћу Венс—Овеновог плана 1993. (и потоњом блокадом Републике Српске од стране београдског режима) и Кумановским споразумом 1999. По потписивању Дејтонског споразума 1995, Слободана Милошевића је назвао „највећим издајником српског народа”. У периодима разилажења, Шешељева СРС би оштро критиковала владајући режим, сам Шешељ би објављивао дела под питорескним називима попут „Тиранин са Дедиња” (односи се на Слободана Милошевића) или „Наркоманија Вука манитога” (у време када је СПС у Савезној влади сарађивао са СПО Вука Драшковића уместо са његовом СРС), за Милошевићу супругу Миру Марковић говорио да је „црвена вештица са Дедиња, нова проклета Јерина и највеће зло српског народа”, његова партија била изложена фингираном прогону државних медија, да би личила на остале опозиционе партије, па би чак долазило и до покушаја сарадње међу њима као на пример при конституисању Народне скупштине после избора 1993.
У затвору по трећи пут борави од 29. септембра 1994. године до 29. септембра 1995. године. Исте године, такође због супротстављања политици актуелног режима, борави још 60 дана у затвору. Након изласка из затвора, Шешељ је направио „техничку коалицију” са Демократском странком и Демократском странком Србије. Чланице коалиције су се обавезале да ће направити заједничку листу на предстојећим локалним изборима и да ће координисано деловати у Скупштини, до чега никада није дошло. Шешељ је опет ухапшен у Гњилану 1995. због организовања скупа без одобрења полиције. До краја 1995. коалиција са ДС-ом и ДСС-ом се практично угасила. Почетком 1996. СРС и СПО су обновили свој рат оптужбама.
Победом СРС на локалним изборима 1996. у Земуну (сам Шешељ живео је у Батајници), постаје председник Скупштине Општине Земун. У посету Србији доводи Жан-Марија ле Пена и Владимира Жириновског.
На изборима за председника Србије одржаним 21. септембра 1997. године, Војислав Шешељ је освојио 1.125.140 гласова и ушао у други изборни круг. Са 50,61% важећих гласачких листића победио је противкандидата СПС-а Зорана Лилића, 5. октобра исте године, али су избори, по договору, поновљени након што је Републичка изборна комисија објавила да је излазност била 48,88%. На поновљеним изборима који су одржани 7. децембра СПС кандидује Милана Милутиновића, тадашњег министра иностраних послова СРЈ, који Шешеља побеђује у другом кругу. Као и већина осталих званичних резултата избора из овог периода, и ови остају контроверзни, уз широко веровање да су фалсификовани на Шешељеву штету, уз одговарајуће обештећење. На пример, у Дреници на Косову и Метохији, утврђењу албанских сепаратиста, званични резултати показују 90% уписаних бирача за Милутиновића. На оба ова избора за председника Србије учествује као трећепласирани у првом кругу и Вук Драшковић; док су опозиционе странке бојкотовале.
Шешељ, затим улази у владу и постаје потпредседник Владе Републике Србије у кабинету Мирка Марјановића, 24. марта 1998. Позиција Србије на почетку мандата ове Владе била је тешка, а на њеном истеку и неупоредиво гора. Односи са Владом Републике Црне Горе су крајње заоштрени што је у крајњем резултовало укидањем СРЈ 2003, а оружана побуна на Косову и Метохији ескалирала је у оштар рат који се, након референдума на којем је одбијено учешће међународних преговарача, снажних спољних притисака, и краха преговора у Рамбујеу, завршио агресијом НАТО пакта у пролеће 1999.
Агресија је заустављена потписивањем Кумановског споразума који је успоставио протекторат Уједињених нација и дефакто суспендовао сваки суверенитет Србије у тој покрајини; Шешељ и остали чланови Владе из редова Српске радикалне странке су се успротивили потписивању овог споразума и поднели оставке на чланство у Влади, али су, ипак, наставили да обављају своје дужности, образлажући то националним интересима. На унутрашњеполитичком плану ова влада у којој је Шешељ играо важну улогу остала је запамћена пре свега по доношењу контроверзних закона о информисању и о универзитетима. Примена закона о информисању резултовала је невиђеним притиском на новинаре чије се извештавање није уклапало у оквире које је прописала Влада („независни новинари”); судским процесима, по тужбама углавном непознатих грађана и организација (нпр. „Патриотског савеза Југославије”), који су решавани у року од 24 часа изузетно високим новчаним казнама; забранама и затварањем неколико дневника, недељних новина и радио-станица; те прогонима па и убиствима неколико новинара. Тадашњим законом о универзитету суспендована је аутономија („самоуправљање”, како је то објашњавала Влада) високог школства и омогућено Влади постављење декана и ректора уз готово потпуну контролу над збивањима на универзитетима чији су оснивачи, што је довело до револта и оставки одређеног броја универзитетских професора. У овом периоду Шешељ је био изабран и за редовног професора на Правном факултету у Београду.
Војислав Шешељ је објавио велики број књига и памфлета, стручних и политичких текстова, укључујући и уџбеник из предмета Политички систем који је од 2000. до 2001. предавао на Правном факултету у Београду.
Српска радикална странка бележи изузетно лош резултат најпре на савезним изборима 24. септембра 2000. године, а потом и на републичким изборима 23. децембра исте године. Шешељ губи позицију потпредседника републичке Владе избором прелазне Владе, 25. октобра 2000. Шешељ учествује на председничким изборима у септембру 2002. и завршава трећи са 23,24% освојених гласова, а на поновљеним изборима у децембру 2002. године, добија из Хага подршку Слободана Милошевића, који бирачима поручује да ће Шешељ „свргнути споља наметнути режим у Београду” — и осваја 36,08% гласова.
Шешељева политичка каријера је привремено прекинута фебруара 2003. његовим добровољним одласком у Хаг, где му се пред Међународним кривичним судом за бившу Југославију судило по оптужбама за злочине против човечности и кршења права и обичаја ратовања.
Након повратка из притвора Хашког трибунала, новембра 2014. Шешељ се одмах активно укључио у политички живот Србије, одржавајући конференције за новинаре, гостујући у телевизијским емисијама, обилазећи општинске одборе и држећи трибине по градовима. На ванредним парламентарним изборима 24. априла 2016. Српска радикална странка је након четири године поново постала парламентарна, освојивши 8,10% гласова, а Шешељ је након тринаест година поново постао народни посланик. Војислав Шешељ се кандидовао на изборима за председника Србије 2017. који су одржани 2. априла и освојио 4,48% гласова.

## Суђење у Хашком трибуналу
Међународни кривични суд за бившу Југославију (Хашки трибунал) оптужио је у јануару 2003. Војислава Шешеља да је подстицао злочине против човечности и за кршење права и обичаја ратовања на подручју Хрватске, Босне и Херцеговине и Војводине од 1991. до 1993. године. Оптужен је да је „говорима и изјавама допринео да се код извршилаца створи одлука да почине наведене злочине”. Шешељ се добровољно предао Трибуналу 24. фебруара 2003, где је у притвору четири и по године чекао почетак суђења, до новембра 2007. У међувремену је, у јесен 2005. године, сведочио на суђењу Слободану Милошевићу.
Српска радикална странка, чији је и даље председник, најпре је на парламентарним изборима у децембру 2003. доказала да је појединачно најјача, освојивши 28% гласова и 82 од укупно 250 мандата у Народној скупштини, али ипак остаје у опозицији. Кандидат партије, заменик председника СРС Томислав Николић, уз Милошевићеву и Шешељеву подршку из Хага, осваја највећи број гласова у првом кругу 13. јуна 2004. године, али у другом кругу (27. јун) губи од лидера Демократске странке Бориса Тадића.
У наредном периоду, СРС је била опозиција Влади Србије коју је водио Војислав Коштуница, а коју су чинили ДСС, Г17 плус, и коалиција СПО—НС, уз мањинску подршку СПС-а у парламенту.
У јесен 2006. године, СРС је подржала доношење новог Устава Србије, који су грађани изгласали на референдуму 28. и 29. октобра те године, а који је проглашен 8. новембра 2006. По проглашењу Устава, расписани су ванредни скупштински избори, који су одржани 21. јануара 2007. године. И на овим изборима СРС је освојила прво место, са добијеним 81 мандатом. Преговори о формирању нове Владе потрајали су све до средине маја, а у међувремену је — захваљујући подршци ДСС-а — Томислав Николић 8. маја 2007. постао председник Народне скупштине. Но, пошто су странке „демократског блока” ипак успеле да постигну споразум о формирању заједничке Владе, ДСС је ускратио подршку Николићу и он је 13. маја поднео оставку. У наредном периоду, СРС је представљала опозицију новој Влади коју је поново формирао Војислав Коштуница, а коју су чинили ДС, ДСС и Г17 плус.
Почетком новембра 2007. године, коначно је почело суђење Војиславу Шешељу. А у децембру месецу расписани су ванредни избори за председника Србије, који су морали да се одрже, сагласно новом Уставу. Српска радикална странка поново је кандидовала Томислава Николића, који је у првом кругу, 20. јануара 2008. године, освојио прво место са 40% гласова. Две недеље касније, 3. фебруара, Томислав Николић је (са врло малом разликом) изгубио поново од Бориса Тадића, лидера ДС и председника Србије.
У фебруару 2008. дошло је и до проглашења независности Косова и Метохије од стране тамошњих привремених власти у Приштини. Влада Србије је енергично реаговала против те одлуке, поништавајући акте о независности као нелегалне и позивајући грађане на велики протестни митинг, у чијем организовању је учествовала и Српска радикална странка. Митинг је одржан 21. фебруара, а испред СРС говорио је Томислав Николић. Касније, након митинга, дошло је до паљења Америчке амбасаде у центру Београда.
Косовска криза је утицала и на пад друге Владе Војислава Коштунице. Најпре је, 5. марта, Српска радикална странка предложила парламенту Резолуцију о односима Србије и ЕУ, коју је подржао ДСС, а успротивио се ДС. Три дана касније, Војислав Коштуница предлаже распуштање Скупштине и расписивање ванредних парламентарних избора, који су заказани за 11. мај те године. На тим изборима, Српска радикална странка осваја друго место са 78 мандата, и поново остаје у опозицији пошто је нову Владу Србије формирала коалиција окупљена око ДС-а са коалицијом окупљеном око Социјалистичке партије Србије (јул 2008).
Српска радикална странка је крајем јула 2008. организовала протестни митинг због хапшења Радована Караџића, бившег председника Републике Српске, који је пред Хашким трибуналом оптужен за ратне злочине. Митинг је одржан 29. јула у Београду, а након митинга је дошло до сукоба демонстраната и полиције; том приликом је тешко повређен један демонстрант, који је касније подлегао повредама. Због тога је СРС у Скупштини Србије тражила одговор од надлежних органа на питање ко је одговоран за нереде на митингу, и то је почетком августа месеца резултовало блокадом рада парламента.
Почетком септембра 2008. Томислав Николић је најавио да ће СРС подржати Споразум о стабилизацији и придруживању у Скупштини, уколико Влада Србије прихвати амандман СРС. Но, 5. септембра, Председнички колегијум СРС је већином гласова одлучио да СРС не подржи Споразум о стабилизацији и придруживању, по налогу Војислава Шешеља. Томислав Николић је тада поднео оставку на све страначке дужности, а 8. септембра формирао посебну посланичку групу под називом „Напред Србијо”. Тој посланичкој групи пришло је више од десет посланика СРС-а. Због тога се сазива Централна отаџбинска управа СРС-а (12. септембар), која је једногласно искључила Николића и оне који су му пришли из странке. Николић је касније основао своју странку (Српска напредна странка) и задржао посланичке мандате. Војислав Шешељ је у Хагу оптужио Николића да су га „заврбовале западне обавештајне службе”.
Након акције Српске радикалне странке у којој је скупила више од милион потписа грађана Србије са захтевом да се суђење Војиславу Шешељу преноси на РТС-у, грађани Србије су могли да гледају суђење Шешељу.

### Погрешно превођење
Војислав Шешељ је поднео захтеве претресном већу да наложи секретару да исправи погрешан превод са српског на енглески, као и погрешан превод са српског језика на француски у транскриптима суђења од 8. новембра 2007. године. Том приликом је Зоран Красић, један од Шешељевих правних саветника, утврдио како преводиоци „намерно греше” у превођењу, наводећи уз то низ примера где је у преводу измењен смисао онога што је изговорено. Српска радикална странка је Хашком трибуналу доставила и компакт-диск за који тврде да садржи део суђења у ком се преводиоци гласно смеју на речи Војислава Шешеља.

### Завршна реч
Суђење Војиславу Шешељу пред Хашким трибуналом завршено је марта 2012. извођењем завршне речи Тужилаштва и оптуженог. Шешељ је у последњем дану изношења завршне речи говорио о, како је рекао, политичким околностима које су утицале на стварање оптужнице против њега, на предмет и на покушај да се он политички уништи, односно да му се спречи политичко деловање.
Такође је рекао да је процес против њега био политички мотивисан и да је био изложен политичком прогону. „Овај процес био је процес на задату тему”, рекао је Шешељ и објаснио да је тужилаштво тек после подигнуте оптужнице почело да води истрагу како би јој прилагођавало изјаве сведока. Рекао је и да „учешће у рату и допринос српским ратним напорима није кривично дело” и упитао судије да ли у његовим говорима могу наћи „иједан фрагмент који је био битни допринос кривичном делу”.
Осврћући се на захтев тужилаштва да буде осуђен на 28 година затвора, Шешељ је оценио да „нема никакве шансе да ту казну издржи” до краја, ако на њу буде осуђен.
„Имајући у виду колики сам противник САД, НАТО, ЕУ и колико мрзим Хашки трибунал, све судије и тужиоце овде, онда је једина примерена казна доживотна робија. И то је једина казна коју могу да издржим до краја”, рекао је Шешељ.
Нагласио је и да је веома задовољан процесом зато што је „доказао да је Хашки трибунал нелегалан, антисрпски и да се служи лажима, најпрљавијим манипулацијама, да није допринео правди, него неправди и да је инструмент новог светског поретка који је гори од Хитлеровог нацизма”.

### Пуштање на привремену слободу
Одлуком Судског већа Хашког трибунала од 6. новембра 2014, Војислав Шешељ је пуштен на привремену слободу до изрицања пресуде — како је наведено, из хуманитарних разлога.
Шешељу се здравствено стање погоршало неколико недеља раније, када су му наводно дијагностиковане метастазе рака на јетри. Ово је потврдио и српски лекарски тим који је у притвору Хашког трибунала прегледао Шешеља. Шеф лекарског тима, проф. др Милован Бојић, навео је да је Шешељево здравствено стање озбиљно и да постоје елементи „животне угрожености”.
Судско веће најпре није откривало јавности услове под којима је Шешељ пуштен из притвора али су касније објавили да му нису постављени никакви посебни услови, осим да не напушта Србију, нема контакте са жртвама и сведоцима и да се врати у притвор Хашког трибунала када га позову.
Војислав Шешељ се, након скоро дванаест година проведених у притвору Хашког трибунала, вратио у Србију 12. новембра 2014. На Београдском аеродрому га је, поред чланова породице и страначких колега, дочекало и више стотина симпатизера.

### Првостепена пресуда
Хашки трибунал је 31. марта 2016. изрекао ослобађајућу првостепену пресуду Војиславу Шешељу, без његовог присуства, по свих девет тачака оптужнице која га је теретила да је говором мржње подстицао и подржавао ратне злочине у Хрватској и БиХ и протеривање Хрвата из војвођанског села Хртковци деведесетих година прошлог века. Судско веће је жестоко критиковало рад тужилаштва наводећи да је доказни материјал био пун „нејасноћа и недоследности” а „наводни злочиначки циљ варирао по потреби оптужнице”. Шешељ је ослобођен кривице за злочине против човечности (прогон несрба на политичкој, расној, етничкој и верској основи, депортацију и присилно премештање). Није крив ни за кршење закона и обичаја рата (убиства, мучење, окрутно поступање, безобзирно разарање села или пустошење које није оправдано војном нуждом, уништавање верских објеката и пљачкање јавне или приватне имовине).
Веће је утврдило да није постојао удружени злочиначки подухват чији је циљ било стварање јединствене српске државе на великим деловима територија Хрватске и БиХ, односно Велике Србије, у којем је — по оптужници — са Шешељем учествовао и тадашњи председник Србије Слободан Милошевић и други српски војни, политички и полицијски званичници.

### Другостепена пресуда
Жалбено веће Међународног резидуалног Механизма за кривичне трибунале (наследник Хашког трибунала), усвојивши делимично захтев Тужилаштва, осудило је 11. априла 2018. Војислава Шешеља на десет година затвора због прогона Хрвата у Хртковцима у Војводини 1992. године. Жалбено веће је овом одлуком преиначило првостепену ослобађајућу пресуду, којом је лидер СРС у марту 2016. године био ослобођен од свих оптужби Хашког тужилаштва. Према речима председника Жалбеног већа Теодора Мерона, Шешељ је овом пресудом проглашен кривим по три од девет тачака оптужнице. „Жалбено веће сматра да је Шешељ кривично одговоран због говора 6. маја 1992. у Хртковцима, те да је починио кривично дело подстицање депортације, прогона и других нехуманих дела, као и злочин против човечности”, прецизирао је председник Жалбеног већа. Пошто се у казну урачунава време проведено у притвору, Војислав Шешељ неће служити изречену казну. Војислав Шешељ, као што је и најавио, није присуствовао изрицању пресуде, а раније је најавио и да се више никада неће добровољно вратити у Хашки трибунал.

## Приватни живот

### Породица
Прва жена му је била Весна Тунић (девојачко Мудреша) са којом је добио сина Николу (1984), док је био у затвору. Убрзо после развода се оженио садашњом супругом Јадранком, са којом има три сина: Александра (1993), Михаила (1996) и Владимира (1998). Од сина Николе има унуке Војислава (2002) и Љубомира (2004).
Николи је кум на крштењу био Вук Драшковић, а протојереј Жарко Гавриловић је био чинодејствујући свештеник. Николиним синовима је кумовао Томислав Николић.

### Син Никола и сајт СРС
Најстарији син Никола се првобитно појавио у медијима 2010. године, када га је пет полицајаца претукло због организовања нелегалног турнира у покеру (енгл. Texas hold 'em). Лекари су констатовали тешке телесне повреде а полицајци су привремено удаљени из службе.
Никола Шешељ у странци постаје активан крајем 2010. године, када ступа на дужност главног и одговорног уредника сајта Српске радикалне странке и сајта о Војиславу Шешељу. Трибунал за ратне злочине у бившој Југославији упутио је три писма Николи Шешељу у којима му је запрећено казном од седам година затвора и новчаном казном до 100.000 € уколико не скине књиге Афера Хртковци и усташка курва Наташа Кандић и Глупсон из Манитобе Брус Мек Фарлен са сајта о Војиславу Шешељу.

## Ордење
- Орден Републике Српске (Република Српска)
- Орден Карађорђеве звезде првог степена са лентом (Република Српска)
- Орден Белог Анђела првог реда (Епархија милешевска)[48]
- Орден златног лика Светог Петра II Ловћенског Тајновидца (Митрополија црногорско-приморска)[49]
- Орден Светог владике Мардарија (Епархија новограчаничко-средњозападноамеричка)[50]
- Орден за унапређење међународних односа Крима[51]